# Aina Berg
Aina Berg, primo voto Brolin, secundo voto Heinze (ur. 7 stycznia 1902 w Göteborgu, zm. 27 października 1992 tamże) – szwedzka pływaczka, medalistka igrzysk olimpijskich.
Berg wystartowała na igrzyskach olimpijskich dwukrotnie. Podczas VII Letnich Igrzysk Olimpijskich w Antwerpii w 1920 roku osiemnastoletnia Szwedka wystartowała we wszystkich konkurencjach kobiecych. Na dystansie 100 metrów stylem dowolnym zajęła piąte miejsce w pierwszym wyścigu eliminacyjnym i odpadła z dalszej rywalizacji. Na dystansie 300 metrów stylem dowolnym zajęła trzecie miejsce w trzecim wyścigu eliminacyjnym z czasem 5:29,6. Był to najsłabszy czas zawodniczek z trzecich miejsc, co oznaczało dla Szwedki koniec rywalizacji w tej konkurencji. W kobiecej sztafecie 4 × 100 m stylem dowolnym wystartowały jedynie trzy ekipy. Szwedki z Berg na pierwszej zmianie zajęły trzecie miejsce. Cztery lata później podczas VIII Letnich Igrzysk Olimpijskich w Paryżu Berg wystartowała jedynie w kobiecej sztafecie 4 × 100 m stylem dowolnym. Płynęła ponownie na pierwszej zmianie, a ekipa Szwecji zdobyła brązowy medal.
Berg reprezentowała barwy klubu SK Najaden.